# ليندا ارسينيو
ليندا ارسينيو (بالإنجليزية: Linda Arsenio)‏ مواليد 20 يونيو 1978 في تكساس، الولايات المتحدة، هي ممثلة أمريكية بدأت مسيرتها الفنية عام 2001.

## روابط خارجية
- ليندا ارسينيو على موقع IMDb (الإنجليزية)
- ليندا ارسينيو على موقع قاعدة بيانات الفيلم (الإنجليزية)